# بيتر شامبرز
بيتر شامبرز (بالإنجليزية: Peter Chambers)‏ هو مجدف بريطاني، ولد في 14 مارس 1990 في Ballymoney ‏ في المملكة المتحدة.

## وصلات خارجية
- بيتر شامبرز على موقع الاتحاد الدولي للتجديف (الإنجليزية)
- بيتر شامبرز على موقع اللجنة الأولمبية الدولية (الإنجليزية)
- بيتر شامبرز على موقع أوليمبيديا (الإنجليزية)
- بيتر شامبرز على موقع اللجنة الأولمبية البريطانية (الإنجليزية)